# 洪如真
洪如真（1958年2月5日—），韓國女演員。1979年參加韓國小姐獲得亞軍「善」小姐的頭銜，並曾以金在伊作為藝名。

## 演出作品

### 電視劇
- 1996年：SBS《男子大探險》
- 2001年：MBC《情定大飯店》
- 2003年：SBS《All In 真愛賭注》
- 2006年：MBC《愛恨一線間》
- 2006年：KBS《那女人的選擇》
- 2006年：MBC《90天，相愛的時間》
- 2007年：MBC《謝謝》飾演 姜慧靜（祈瑞母）
- 2008年：SBS《妻子的誘惑》飾演 李女士
- 2008年：MBC《愛你，不要哭泣》
- 2009年：SBS《燦爛的遺產》
- 2009年：KBS《2009傳說的故鄉》
- 2009年：SBS《相愛不易》
- 2009年：MBC《活的有滋味》飾演 洪女士
- 2010年：MBC《蒲公英家族》飾演 明石母
- 2010年：SBS《Giant》飾演 梁明子
- 2011年：SBS《沒關係，爸爸的女兒》
- 2011年：MBC《不屈的兒媳婦》
- 2011年：MBC《你為我著迷》飾演 喜珠母
- 2012年：TV朝鮮《好運來》飾演 全女士
- 2012年：tvN《黃色復仇草》飾演 茱莉亞
- 2012年：KBS《順藤而上的你》飾演 高玉的生母（客串）
- 2012年：KBS《新娘面具》飾演 玄議員的夫人
- 2012年：Channel A《熊貓小姐和刺猬》飾演 黃貞禮
- 2012年：JTBC《無子無懮》飾演 詠嫻的姨母（客串）
- 2013年：MBC《醜聞：極具衝擊性與不道德的事件》飾演 基燦母
- 2013年：JTBC《再也無法忍受》飾演 李蘭福
- 2014年：SBS《誘惑》飾演 鄭允淑
- 2015年：MBC《不屈的車女士》
- 2018年：SBS《我也是媽媽啊》飾演 趙英蘭

### 電影
- 1997年：《Father Vs.Son》
- 1998年：《Shall We Kiss?》
- 2003年：《Dying Or Live》
- 2004年：《Magic Police Galgali and Oakdongja》
- 2007年：《Miss Gold Digger》（客串）
- 2008年：《Crazy For Wait》
- 2008年：《4曜日》
- 2012年：《後宮：帝王之妾》

## 外部連結
- EPG 